# Estación Hospital Ezeiza
Hospital Ezeiza será una estación ferroviaria, ubicada en la localidad de La Unión, Ezeiza, Provincia de Buenos Aires. Su inauguración estaba proyectada para el año 2024.

## Características principales
Tendrá dos andenes enfrentados elevados de 220 m de longitud, dos boleterías (una para cada andén, en el lado este), un paso peatonal y edificios operativos.
Actualmente la estación ya se encuentra prácticamente terminada, restando únicamente finalizar las obras en los baños y las boleterías.

## Ubicación
Se encuentra en la Ruta Provincial 205 entre las calles La Merced y El Ñandubay, enfrente del complejo habitacional Ezeiza II y a unos 100 metros del Hospital Zonal General de Agudos Dr. Alberto Antranik Eurnekian.

## Servicios
La estación corresponderá al Ferrocarril General Roca de la red ferroviaria argentina, y será una estación intermedia más del ramal a diesel que conecta Ezeiza con Cañuelas. Es una de las cuatro estaciones anunciadas en 2021 para su construcción.